# 와코시역
와코시역(일본어: 和光市駅, わこうしえき)은 일본 사이타마현 와코시에 있는 철도역이다.
이 역은 도부 철도 관할이며, 도쿄 지하철 역 중에서 유일하게 사이타마현에 있는 역이다.

## 타는 곳
| 1 | ■ 도조 본선                                  | 시키・가와고에・신린코엔・오가와마치 방면                                                                   |
| 2 | ■ 도조 본선 (유라쿠초·후쿠토신 선 열차 전용) | 시키・가와고에・신린코엔 방면                                                                               |
| 3 | ○ 유라쿠초 선 ○ 후쿠토신 선                  | 고타케무카이하라・이케부쿠로・나가타초・신키바 방면 고타케무카이하라・이케부쿠로・히가시신주쿠・시부야 방면 |
| 4 | ■ 도조 본선                                  | 나리마스・이케부쿠로 방면                                                                                   |

## 역세권 정보
- 와코 시청
- 육상자위대 아사카 기지
- 도쿄 외환 자동차로 와코 나들목

## 역사
- 1934년 2월 1일: 도부 철도의 철도역으로 영업 개시.
- 1987년 8월 25일: 유라쿠초 선이 접속 개시.
- 2008년 6월 14일: 후쿠토신 선 개통.

## 사진

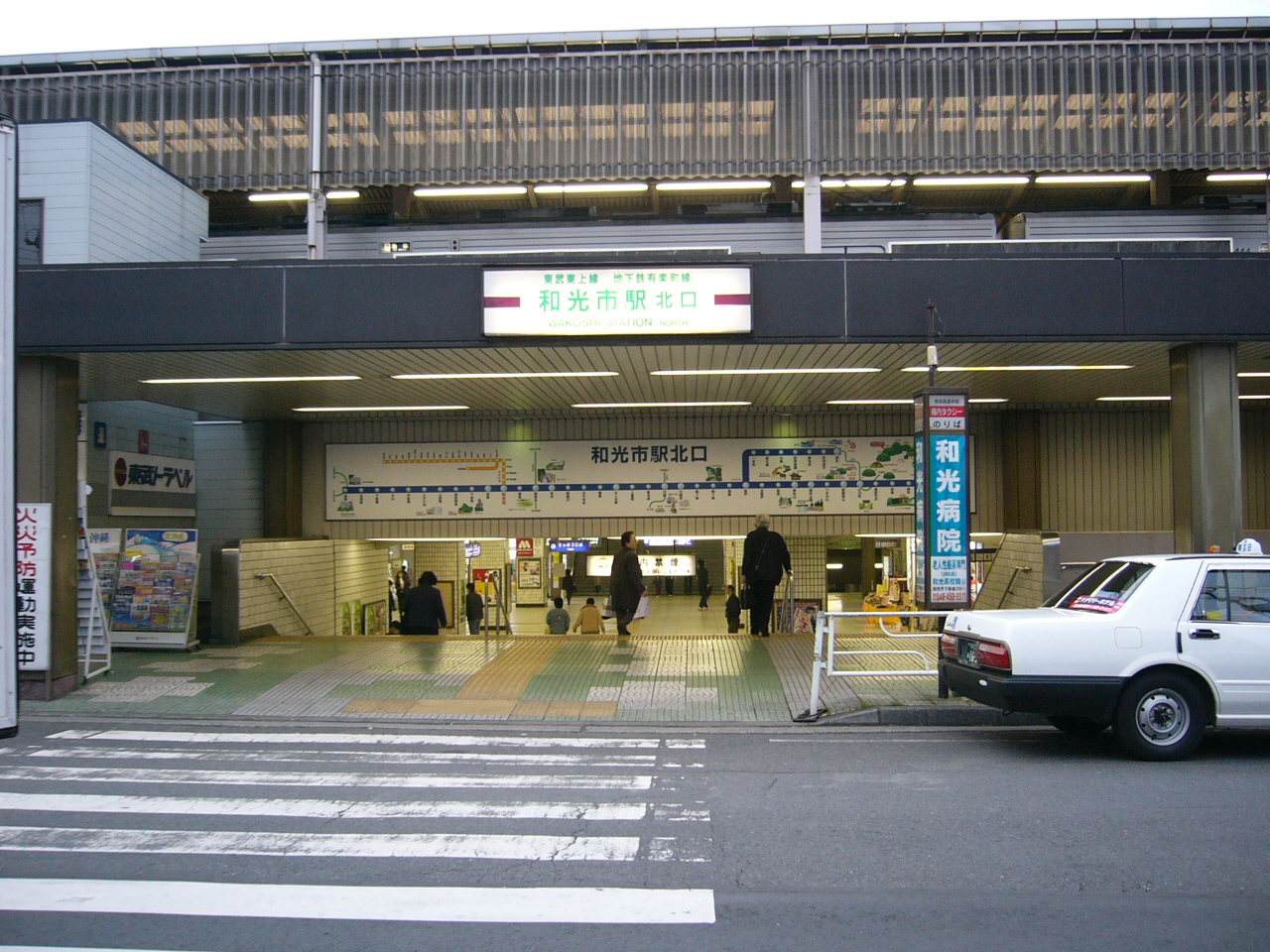
북쪽 출입구 모습
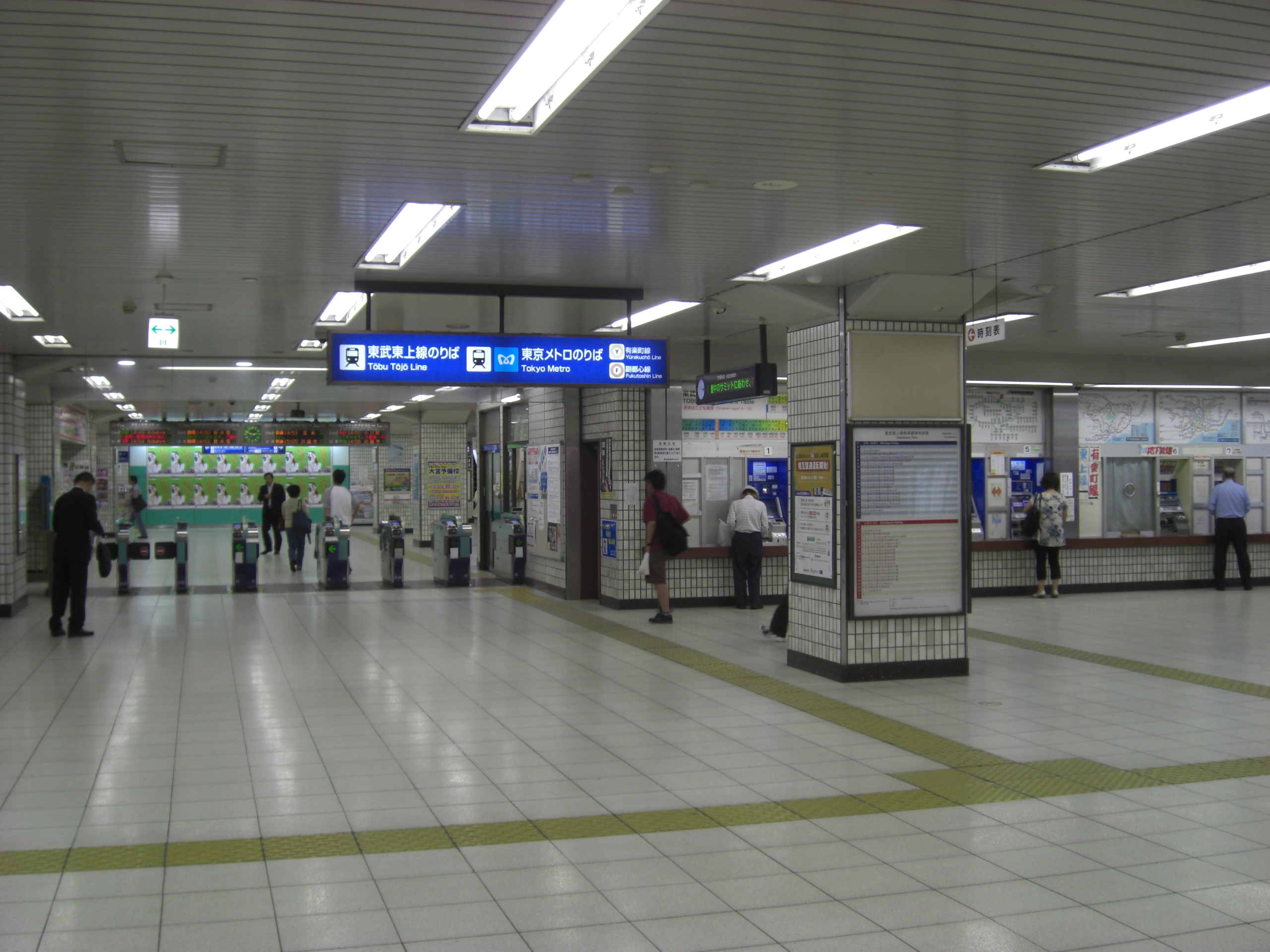
개찰 모습

## 인접역
| 도부 철도 ■ 도조 본선 유라쿠초 선 후쿠토신 선 | 도부 철도 ■ 도조 본선 유라쿠초 선 후쿠토신 선 | 도부 철도 ■ 도조 본선 유라쿠초 선 후쿠토신 선    |
| --------------------------------------------- | --------------------------------------------- | ------------------------------------------------ |
| 이케부쿠로 이케부쿠로 방면                    | 쾌속급행                                      | 시키 오가와마치 방면                             |
| 나리마스 이케부쿠로 방면                      | 급행                                          | 아사카다이 오가와마치 방면                       |
| 나리마스 이케부쿠로 방면                      | 통근급행 (상행만 운행됨)                      | 시키 오가와마치 방면                             |
| 나리마스 이케부쿠로 방면                      | 준급                                          | 아사카 오가와마치 방면                           |
| 나리마스 이케부쿠로 방면                      | 보통                                          | 아사카 오가와마치 방면                           |
| 아사카다이 신린코엔 방면                      | 도조 본선 유라쿠초 선 후쿠토신 선 급행        | 고타케무카이하라 Y06 F06 신키바 방면 시부야 방면 |
| 아사카 신린코엔 방면                          | 도조 본선 유라쿠초 선 후쿠토신 선 보통        | 지하철 나리마스 Y02 F02 신키바 방면 시부야 방면  |